# Кињијер
Кињијер (фр. Cuignières) насеље је и општина у североисточној Француској у региону Пикардија, у департману Оаза која припада префектури Клермон.
По подацима из 2011. године у општини је живело 219 становника, а густина насељености је износила 35,1 становника/km². Општина се простире на површини од 6,24 km². Налази се на средњој надморској висини од 170 метара (максималној 163 m, а минималној 95 m).

## Демографија
| 1962. | 1968. | 1975. | 1982. | 1990. | 1999. | 2011. |
| ----- | ----- | ----- | ----- | ----- | ----- | ----- |
| 93    | 96    | 102   | 119   | 169   | 177   | 219   |

График промене броја становника у току последњих година